# Havsjön, Jämtland
Havsjön är en sjö i Bergs kommun i Jämtland och ingår i Ljungans huvudavrinningsområde. Sjön har en area på 0,711 kvadratkilometer och ligger 492 meter över havet.

## Delavrinningsområde
Havsjön ingår i det delavrinningsområde (695973-141316) som SMHI kallar för Utloppet av Havsjön. Medelhöjden är 513 meter över havet och ytan är 9,77 kvadratkilometer. Det finns ett avrinningsområde uppströms, och räknas det in blir den ackumulerade arean 27,93 kvadratkilometer. Aspån som avvattnar avrinningsområdet har biflödesordning 2, vilket innebär att vattnet flödar genom totalt 2 vattendrag innan det når havet efter 238 kilometer. Avrinningsområdet består mestadels av skog (57 procent) och sankmarker (34 procent). Avrinningsområdet har 0,71 kvadratkilometer vattenytor vilket ger det en sjöprocent på 7,2 procent.